# Penelakut
Penelakut, pleme Cowichan Indijanaca s otoka Kuper i Galiano pred obalom Vancouvera u kanadskoj provinciji Britanska Kolumbija. Populacija im je 1902. iznosila 181; 145 (1906). Njihovi su ogranci možda Lilmalche i Tsussie ili Yekolaos s otoka Thetis. Danas, njih oko 300 živi na četiri rezervata u Kanadi: Galiano Island 9, Kuper Island 7, Tent Island 8 i Tsussie 6 i 500 van rezervata. Jezično pripadaju porodici Salishan.

## Vanjske poveznice
- Penelakut Indians